# 机械制造
機械製造（Mechanical Manufacturing）是機械工程的重要组成部分，指運用機械來從事各種製造的工作，由機械設計、機械製圖和機械加工組成。另外，機械製造還可能需要電腦輔助製造系統作為工具，包括電腦輔助設計（CAD）、電腦輔助製圖（CAD）、電腦輔助製造（CAM）等。